# Freccia Vallone 2017
La Freccia Vallone 2017, ottantunesima edizione della corsa, valevole come diciassettesima prova dell'UCI World Tour 2017 categoria 1.UWT, si svolse il 19 aprile 2017 per un percorso di 200,5 km, con partenza da Binche e arrivo a Huy, in Belgio. La vittoria fu appannaggio per la quinta volta, di cui quattro consecutive, dello spagnolo Alejandro Valverde, che completò il percorso in 5h15'37" alla media di 38,116 km/h, precedendo l'irlandese Daniel Martin e il belga Dylan Teuns.
Al traguardo di Huy furono 166 i ciclisti, dei 200 partiti da Binche, che portarono a termine la competizione.

## Squadre e corridori partecipanti
| N.      | Cod. | Squadra             |
| ------- | ---- | ------------------- |
| 1-8     | MOV  | Movistar Team       |
| 11-18   | QST  | Quick-Step Floors   |
| 21-28   | SKY  | Team Sky            |
| 31-38   | WGG  | Wanty-Groupe Gobert |
| 41-48   | BMC  | BMC Racing Team     |
| 51-58   | ORS  | Orica-Scott         |
| 61-68   | UAD  | UAE Team Emirates   |
| 71-78   | SUN  | Team Sunweb         |
| 81-88   | CDT  | Cannondale-Drapac   |
| 91-98   | TLJ  | Team Lotto NL-Jumbo |
| 101-108 | COF  | Cofidis             |
| 111-118 | LTS  | Lotto-Soudal        |
| 121-128 | ALM  | AG2R La Mondiale    |

| N.      | Cod. | Squadra                         |
| ------- | ---- | ------------------------------- |
| 131-138 | AST  | Astana Pro Team                 |
| 141-148 | DDD  | Team Dimension Data             |
| 151-158 | KAT  | Team Katusha-Alpecin            |
| 161-168 | TFS  | Trek-Segafredo                  |
| 171-178 | BOH  | Bora-Hansgrohe                  |
| 181-188 | FDJ  | FDJ                             |
| 191-198 | TBM  | Bahrain-Merida Pro Cycling Team |
| 201-208 | DEN  | Direct Énergie                  |
| 211-218 | FVC  | Fortuneo-Vital Concept          |
| 221-228 | SVB  | Sport Vlaanderen-Baloise        |
| 231-238 | ABS  | Aqua Blue Sport                 |
| 241-248 | WVA  | WB Veranclassic Aqua Protect    |

## Ordine d'arrivo (Top 10)
| Pos. | Corridore          | Squadra    | Tempo    |
| ---- | ------------------ | ---------- | -------- |
| 1    | Alejandro Valverde | Movistar   | 5h15'37" |
| 2    | Daniel Martin      | Quick-Step | a 1"     |
| 3    | Dylan Teuns        | BMC        | s.t.     |
| 4    | Sergio Henao       | Sky        | s.t.     |
| 5    | Michael Albasini   | Orica      | s.t.     |
| 6    | Warren Barguil     | Sunweb     | s.t.     |
| 7    | Michał Kwiatkowski | Sky        | s.t.     |
| 8    | Rudy Molard        | FDJ        | s.t.     |
| 9    | David Gaudu        | FDJ        | s.t.     |
| 10   | Diego Ulissi       | UAE        | s.t.     |